# Loxodontomys micropus
El pericote austral o ratón orejón austral (Loxodontomys micropus) es una especie de roedor de pequeño tamaño del género Loxodontomys de la familia Cricetidae. Habita en el sur del Cono Sur de Sudamérica.

## Taxonomía
Esta especie fue descrita originalmente en el año 1837 por el naturalista inglés George Robert Waterhouse.
Localidad tipo
La localidad tipo referida es: Argentina, provincia de Santa Cruz "planicies interiores de la Patagonia" en la latitud 50°S, cerca del río Santa Cruz.

### Subdivisión
Sobre la base de diferencias relacionadas en su mayoría con el color de su pelaje, esta especie fue subdividida de 3 subespecies: 
- Loxodontomys micropus micropus (Waterhouse 1837) La localidad tipo fue indicada como: “llanuras interiores de la Patagonia en lat. 50°, cerca de la ribera del río Santa Cruz, provincia de Santa Cruz, Patagonia argentina”,[3] sin embargo, persiste la incertidumbre sobre el lugar exacto donde Charles Darwin capturó el ejemplar holotipo.[4]
- Loxodontomys micropus fumipes (Osgood 1943) La localidad tipo fue indicada como: “Quellón, isla Grande de Chiloé, Región de Los Lagos, Chile, en las coordenadas: 43°07′S 73°35′W”.[5]
- Loxodontomys micropus alsus (Thomas 1919) La localidad tipo fue indicada como: “El Maitén provincia del Chubut, Patagonia argentina a 700 msnm, en las coordenadas: 42°03′S 71°10′W”.[6]

### Relaciones filogenéticas
Un estudio que comparó haplotipos de distintas poblaciones del género encontró que los datos moleculares indicaban que L. m. micropus y L. m. alsus representarían distintas unidades evolutivas dentro del linaje de Loxodontomys micropus, por lo que sí les corresponde asignarles un nivel subespecífico. De ser válido ese arreglo podría considerarse a Loxodontomys pikumche como un sinónimo más moderno de L. m. alsus, si bien se requieren mayores estudios, con análisis de loci nucleares, cariotipos, y caracteres morfológicos, con muestras que cubran una mayor cobertura geográfica, especialmente provenientes de la isla Grande de Chiloé, de Chile central y de aisladas poblaciones orientales.

## Distribución geográfica
Esta especie se encuentra en la región andina del extremo austral americano, al sur del paralelo 38°S, en el sur de la Argentina y Chile, hasta el Estrecho de Magallanes.

## Conservación
Según la organización internacional dedicada a la conservación de los recursos naturales Unión Internacional para la Conservación de la Naturaleza (IUCN), al no poseer mayores peligros y vivir en muchas áreas protegidas, la clasificó como una especie bajo “preocupación menor” en su obra: Lista Roja de Especies Amenazadas.